# Strijkkwartet nr. 2 (Pohjola)
De Finse componist Seppo Pohjola voltooide zijn Strijkkwartet nr. 2 in 1995. 
Zijn tweede strijkkwartet werd gezien als voortzetting van zijn Strijkkwartet nr. 1. De muziek is hier ook statisch, er zit geen muzikale ontwikkeling dan wel oplossing in. In tegenstelling tot het eerste strijkkwartet werd het minder rigide gevonden, er zitten enkele melodieuze kanten aan. De componist gaf zelf aan dat dit het laatste werk was voordat hij muzikaal in een vierjarige crisis zou komen. Hij wist niet welke kant hij zou moeten opgaan met zijn muziek. Dit strijkkwartet kent een eendelige opzet.
De opdracht voor dit werk kwam van een muziekfestival in Helsinki. Het Avanti! Strijkkwartet met violist John Storgårds gaf op 20 juli 1995 de première van dit werk aldaar.